# Granica libijsko-tunezyjska
Granica libijsko-tunezyjska − granica międzypaństwowa pomiędzy Libią i Tunezją o długości 461 kilometrów. Przebiega od Ras Adżdir na wybrzeżu Morza Śródziemnego, następnie wiedzie na południe i na południowy zachód, szeregiem nieregularnych linii, do trójstyku z Algierią (okolice Burj al Ḩaţţābah).